# El destino de un hombre
El destino de un hombre (en ruso: Судьба человека, romanizado: Sudba Cheloveka) es una adaptación cinematográfica soviética de 1959 del relato corto de Mijaíl Shólojov del mismo título. La película supuso el debut como director de Serguéi Bondarchuk. En el año de su estreno ganó el Gran Premio en el primer Festival Internacional de Cine de Moscú. La película cuenta el destino del soldado ruso Andréi Sokolov, quien sufrió todo tipo de penurias durante la Segunda Guerra Mundialː las dificultades inherentes a la guerra y al cautiverio, perdió a su familia, pero fue capaz de mantener el honor y la dignidad, y por encima de todo un corazón amable y comprensivo que a pesar de todo aún es capaz de amar sinceramente.

## Sinopsis
Con el comienzo de la Gran Guerra Patria, el conductor Andréi Sokolov (Serguéi Bondarchuk) se ve obligado a separarse de su familia. En mayo de 1942, es hecho prisionero por los alemanes. Sokolov soporta el infierno de un campo de concentración nazi, pero gracias a su coraje y determinación evita la ejecución, finalmente escapa del cautiverio y consigue alcanza las líneas soviéticas. En un breve permiso de la primera línea en su tierra natal, Vorónezh, se entera de que su esposa y sus dos hijas han muerto durante el bombardeo de Vorónezh por aviones alemanes. De todas las personas que significaban algo en su vida, solo quedó su hijo, quien se ha convertido en oficial. El último día de la guerra, el 9 de mayo de 1945 (día de la Victoria), Andréi recibe la noticia de que su hijo también ha muerto.
Después de la guerra, un solitario Sokolov trabaja como conductor de camión lejos de su antiguo hogar, en Uriúpinsk (óblast de Stalingrado). Allí conoce al pequeño Vanya (Pável Boriskin), quien se quedó huérfano durante la guerra: la madre del niño murió durante un bombardeo y su padre fue declarado desaparecido en combate. Sokolov decide decirle al niño que él es su padre y, al hacerlo, se da a sí mismo y al niño la esperanza de una nueva vida familiar feliz.

## Reparto
- Serguéi Bondarchuk como Andréi Sokolov
- Pável Boriskin como Vanya
- Zinaida Kirienko como Irina, la esposa de Sokolov
- Pável Volkov como Iván Timoféyevich, el vecino de Sokolov
- Yuri Averin como Müller
- Kirill Alekseyev como mayor alemán
- Pável Vinnik como coronel soviético
- Lev Borisov
- Georgi Millyar como soldado alemán borracho
- Yevgeni Morgunov como soldado alemán gordo (sin acreditar)

## Crítica
La película es una obra maestra del cine soviético. La acción trepidante y animada, combinada con una historia conmovedora, llena de profundo humanismo, la hacen sencilla y comprensible para todos los espectadores. Después de verlo, uno ya no puede tener dudas de quién fue la mayor víctima del nazismo durante la Segunda Guerra Mundial. No exenta, en ocasiones, de patetismo artificial, se ha convertido en una película famosa y célebre. Solo en la URSS, casi 40 millones de personas lo vieron. Por primera vez en una película soviética, la Gran Guerra Patria se muestra desde la perspectiva del individuo, no de toda la «nación heroica.» Trata temas hasta ahora prohibidos, como el destino de los soldados soviéticos en cautiverio, que antes eran considerados traidores a la patria.

## Premios
- Gran Premio en el Festival Internacional de Cine de Moscú de 1959.[1]
- Fue votada como la mejor película de 1959 por la revista Pantalla Soviética.[4]